# Pupuja
Pupuja es una localidad peruana ubicada en el Distrito de Pupuja, en la provincia de Azangaro, región Puno. Es asimismo capital del distrito de Santiago de Pupuja. Se encuentra a una altitud de 3921 msnm.

## Clima
| Parámetros climáticos promedio de Pupuja | Parámetros climáticos promedio de Pupuja | Parámetros climáticos promedio de Pupuja | Parámetros climáticos promedio de Pupuja | Parámetros climáticos promedio de Pupuja | Parámetros climáticos promedio de Pupuja | Parámetros climáticos promedio de Pupuja | Parámetros climáticos promedio de Pupuja | Parámetros climáticos promedio de Pupuja | Parámetros climáticos promedio de Pupuja | Parámetros climáticos promedio de Pupuja | Parámetros climáticos promedio de Pupuja | Parámetros climáticos promedio de Pupuja | Parámetros climáticos promedio de Pupuja |
| Mes                                      | Ene.                                     | Feb.                                     | Mar.                                     | Abr.                                     | May.                                     | Jun.                                     | Jul.                                     | Ago.                                     | Sep.                                     | Oct.                                     | Nov.                                     | Dic.                                     | Anual                                    |
| ---------------------------------------- | ---------------------------------------- | ---------------------------------------- | ---------------------------------------- | ---------------------------------------- | ---------------------------------------- | ---------------------------------------- | ---------------------------------------- | ---------------------------------------- | ---------------------------------------- | ---------------------------------------- | ---------------------------------------- | ---------------------------------------- | ---------------------------------------- |
| Temp. media (°C)                         | 9.6                                      | 9.5                                      | 9.2                                      | 8.3                                      | 6.7                                      | 4.7                                      | 4.3                                      | 5.7                                      | 7.8                                      | 9.1                                      | 9.4                                      | 9.6                                      | 7.8                                      |
| Temp. mín. media (°C)                    | 2.7                                      | 3                                        | 2.5                                      | 0.4                                      | -2.4                                     | -6.1                                     | -6.6                                     | -5.2                                     | -1.5                                     | -0.1                                     | 0.4                                      | 2.5                                      | -0.9                                     |
| Fuente: climate-data.org                 |                                          |                                          |                                          |                                          |                                          |                                          |                                          |                                          |                                          |                                          |                                          |                                          |                                          |